# Aedes heischi
Aedes heischi är en tvåvingeart som beskrevs av Someren 1951. Aedes heischi ingår i släktet Aedes och familjen stickmyggor. Inga underarter finns listade i Catalogue of Life.